# 韦一笑
韋一笑是金庸武俠小說《倚天屠龍記》中的人物，外號「青翼蝠王」，為明教四大護教法王之一。
身披青条子白色长袍，輕功舉世無雙，為金庸小說中武功超群的高手之一。
在江湖上贏得渾号「青翼蝠王」，除称赞其轻功了得之外，也指其吸血的恶习。由於在修炼至阴至寒的「寒冰绵掌」时出了差错，经脉中郁积了至寒阴毒，只要運上内力，寒毒就会发作，如果不吸人血解毒，全身血脉就会凝结成冰，按明教教主张无忌的診斷，那叫作「三阴脉络受损」。後得张无忌相助，以其高明醫術配以「九阳神功」，终將寒毒驅去，摆脱了吸吮人血这一命运。
行事神出鬼没，最初在六大派围攻光明顶之前，便屡次戏弄峨嵋派，吸了一名峨嵋弟子的血，连武功卓绝的峨嵋派第三代掌門灭绝师太都拿他没有办法，只能望着那一道滚滚而去的黄烟大骂道：「吸血蝙蝠！」 　　
韦一笑轻功无人出其右，論身法就算是內力雄渾天下無敵的張無忌也未必能贏他。

## 武功
寒冰綿掌
阴寒至极的掌力，冰雪般的内力能使人全身奇寒，全身血脈凝結成冰，最後凍僵而死。但要小心修練。
草上飛

## 影視形象

### 劇集
- 杨炎棠： 香港無綫電視《倚天屠龍記》（1978年）
- 邱鎮江 ：臺灣台視《倚天屠龍記》（1984年）
- 许绍雄： 香港無綫電視《倚天屠龍記》（1986年）
- 张光禧： 臺灣台視《倚天屠龍記》（1994年）
- 王青： 香港無綫電視《倚天屠龍記》（2001年）
- 刘长生：中國亞環影音《倚天屠龍記》（2003年）
- 李明： 中國華誼兄弟、華夏視聽聯合出品《倚天屠龍記》（2009年）
- 陈创： 中國華夏視聽、企鵝影視聯合出品《倚天屠龍記》（2019年）

### 電影
- 刘家良： 《倚天屠龍記》（1963年，1965年）（第一及第二集），香港粵語長片，峨嵋電影公司
- 徐少强： 《倚天屠龍記》及《倚天屠龍記大結局》（1978年），邵氏公司
- 吴耀汉： 《倚天屠龍記之魔教教主》（1993年），香港永盛電影公司
- 黃浩然：《倚天屠龍記之九陽神功》、《倚天屠龍記之聖火雄風》（2022年），星王朝